# Dyscinetus dubius
Dyscinetus dubius är en skalbaggsart som beskrevs av Olivier 1789. Dyscinetus dubius ingår i släktet Dyscinetus och familjen Dynastidae. Inga underarter finns listade i Catalogue of Life.